# Gamleby
Gamleby är den näst största tätorten i Västerviks kommun och kyrkby i Gamleby socken i Kalmar län.

## Historik
Namnet Gamleby betyder "den gamla staden" och syftar på att orten ligger på den plats där Västerviks stad ursprungligen låg, fram till 1433. Namnet Västervik omnämndes 1275. Platsen hade nordöstra Smålands ledande hamn, fram till flytten av staden då Västervik ansågs ha en bättre placerad hamn än denna ort som ligger längst in i Gamlebyviken omkring 25 km åt nordväst. Orten kallades efter flytten 1433 Gamla Västervik, senare Gamleby och skrivs 1456 Gamblaby.

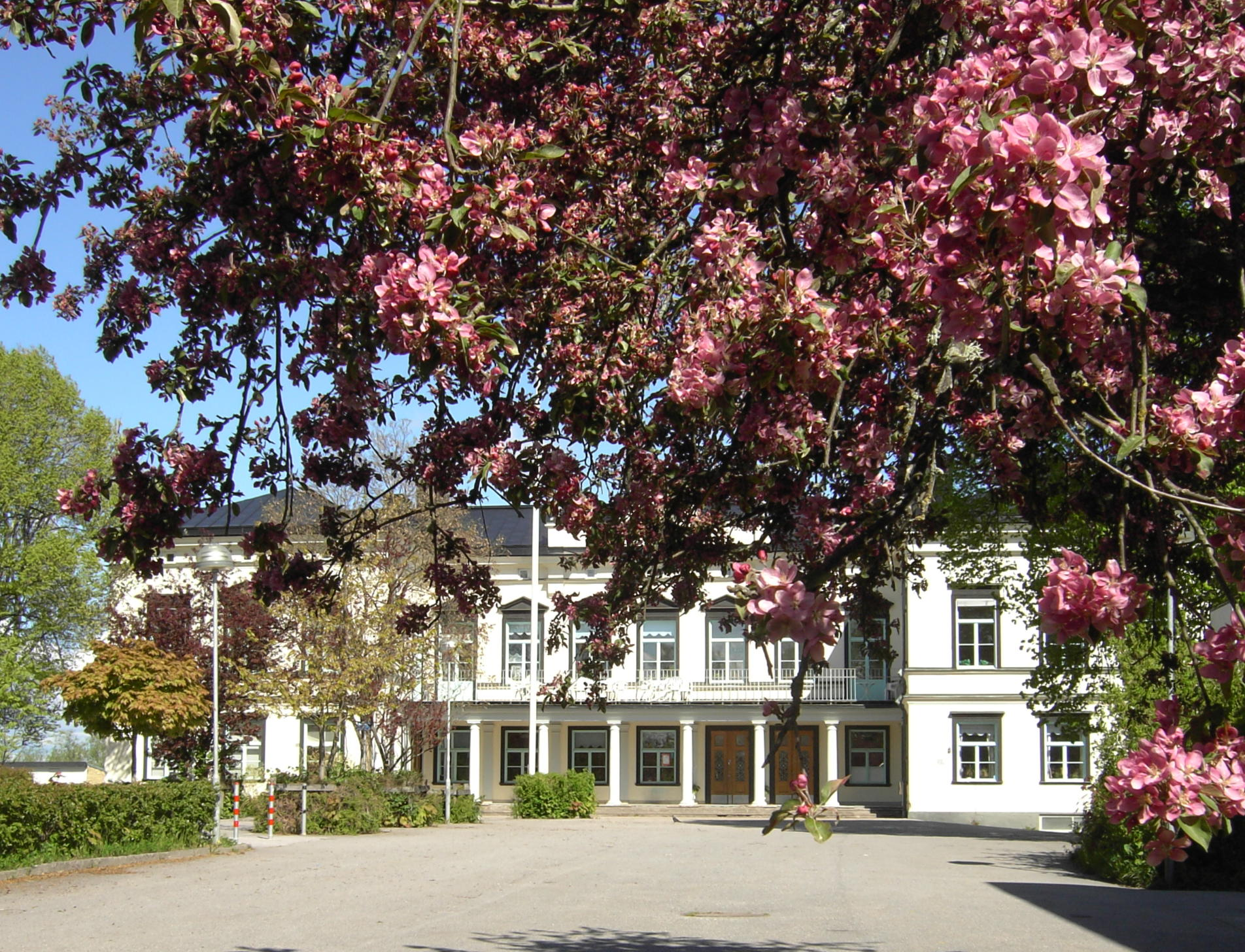
Åby Herrgård

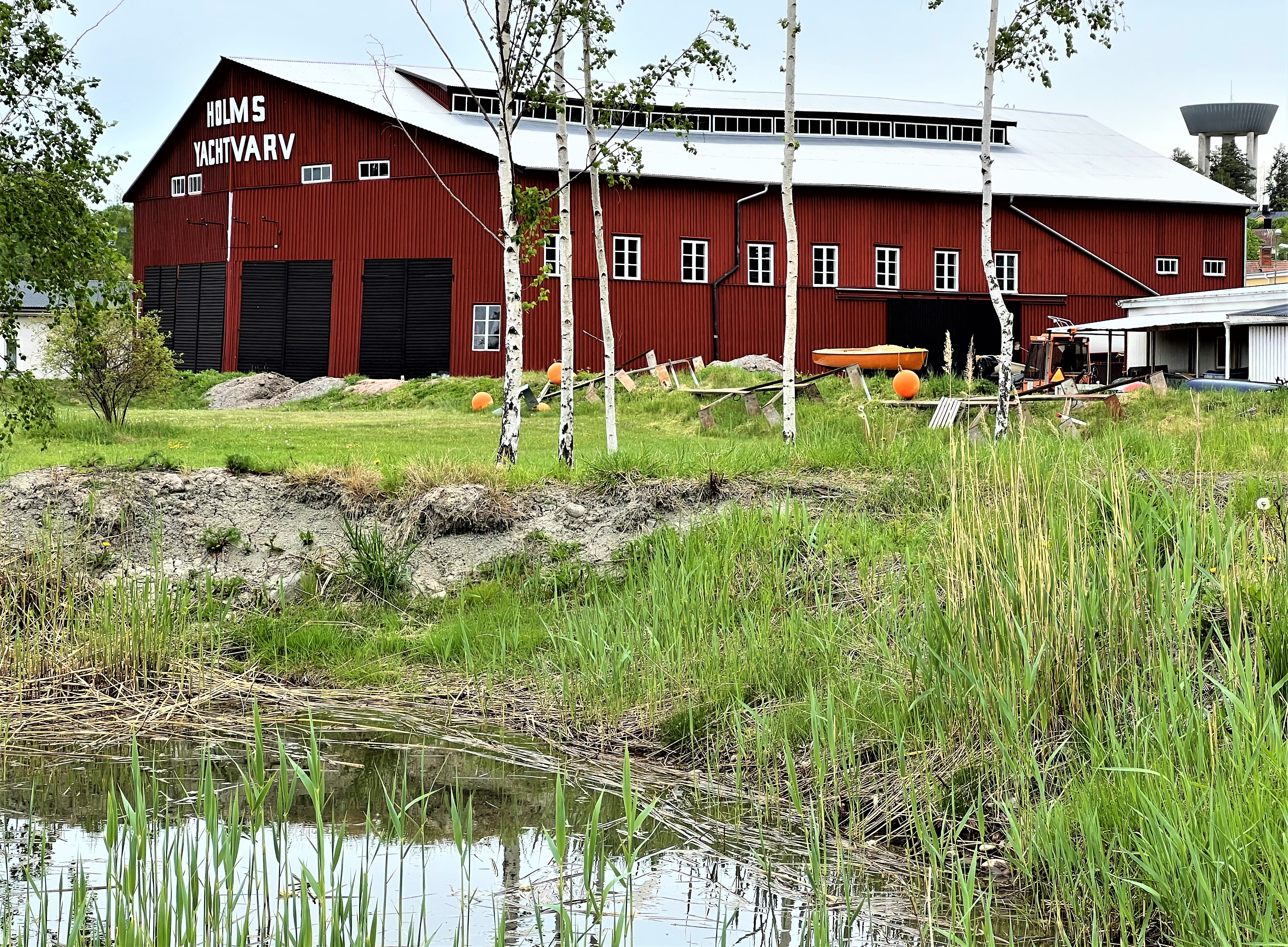
Holms Yachtvarv i maj 2022.

Hela Gamleby ligger på mark som ursprungligen tillhört Åby herrgård. Denna gård som hänför sig till den allra äldsta bebyggelsen, hette från början Gammelgård och var en kungsgård. 
Först på 1800-talet började orten åter växa när järnvägen (i dag kallad Tjustbanan) drogs genom samhället och bidrog till framväxten av industrier och verkstäder och som centralort för omgivande landsbygd i Tjust. År 1963 öppnade Svenska Färgfabriken en färgfabrik i samhället som blev en av samhällets största arbetsgivare (Akzo Nobel) tills denna stängde 2016.
Gamleby folkhögskola etablerades i slutet av 1800-talet i Åby herrgård. Därefter hade orten en tillväxtperiod som varade till omkring 1975, då en befolkningsmässig topp nåddes på omkring 3 700 invånare. 
Även andra näringar har varit centrala för ortens utveckling, t.ex. en brädgård ägd av grosshandlaren Henrik Cornelius och ett stenbrott som låg utmed Marstrandsberget, på andra sidan Gamlebyviken från köpingen sett. Brädgården som under sin storhetstid var byns största arbetsplats brann ner i en stor brand 1920. Mirakulöst sett kunde dock resten av Gamleby räddas.
Omkring 1908 grundade Knut Holm (1864–1938), far till Tore Holm och Yngve Holm Holms Yachtvarv i Gamleby. Tore Holm tog senare över verksamheten och drev den till mitten av 1950-talet.

### Administrativ historik
Gamleby fick rättigheter som lydköping under Västerviks stad 1620, för att senare bli en friköping.
Vid kommunreformen 1862 blev orten inte en köpingskommun och den fick istället en status som på 1930-talet kom att betecknas municipalköping och ingick i Gamleby landskommun. 1 mars 1918 inrättades Gamleby municipalsamhälle. Inuti detta låg fortfarande municipalköpingen som en egen enhet på 0,15 km² ända fram till 1956, då både den och municipalsamhället upphörde. År 1971 lades Gamleby landskommun samman med bland annat Västerviks stad och bildade Västerviks kommun.

## Kommunikationer
Gamleby har järnvägsstation vid Tjustbanan med tåg till Västervik, Åtvidaberg och Linköping. Kalmar länstrafik trafikerar Gamleby med buss från bland annat Västervik, Loftahammar och Överrum. Flixbus har en direktförbindelse mellan Gamleby (hållplats intill E22) och Stockholm.

## Samhället

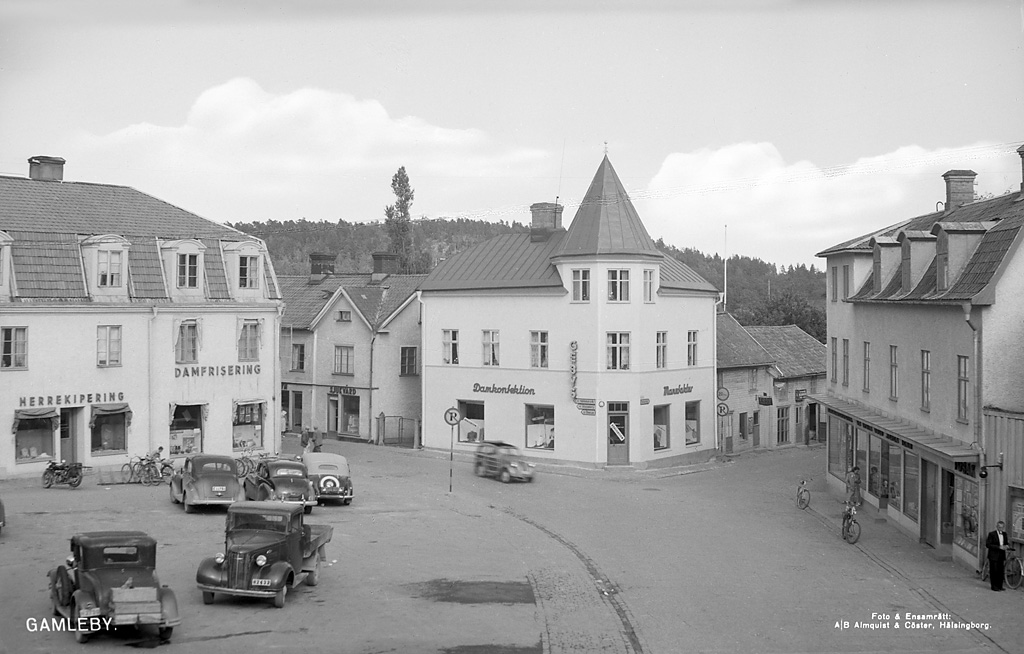
Torget i Gamleby under mitten av 1900-talet

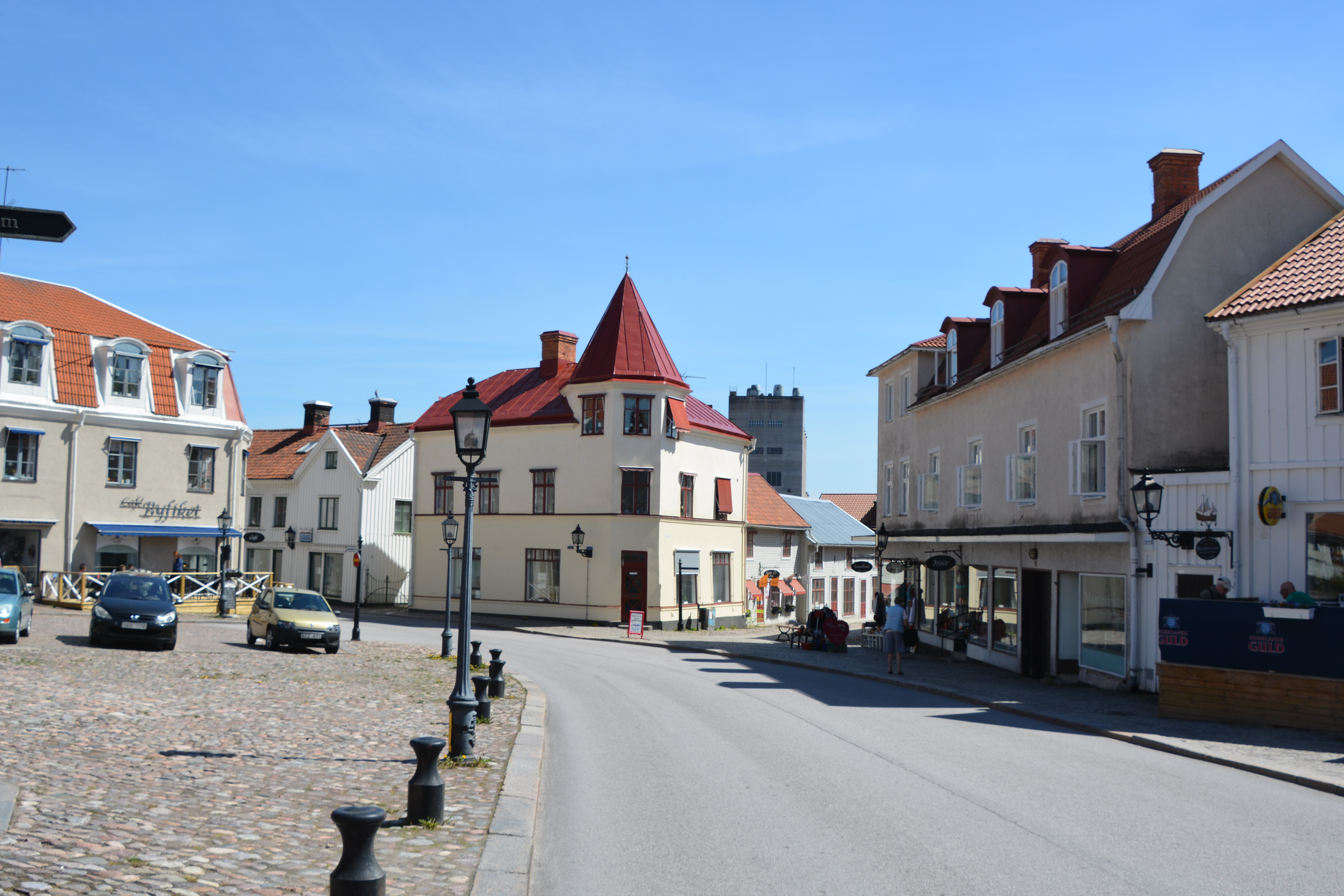
Torget i Gamleby 2017

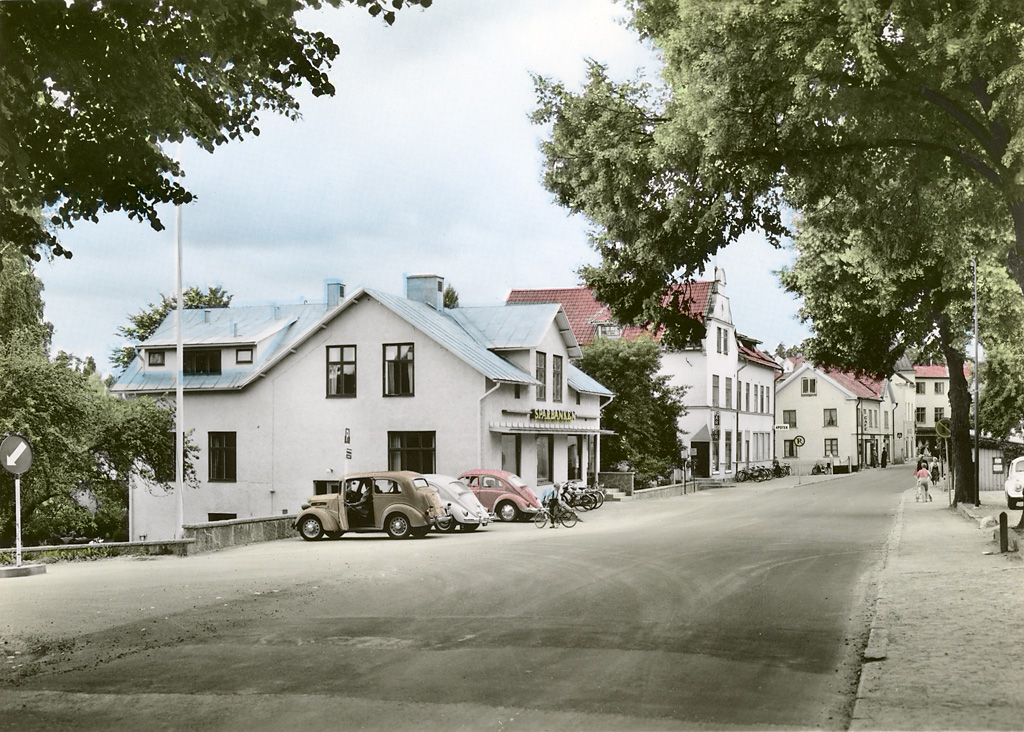
Loftagatan i Gamleby, mitten av 1900-talet.

Gamleby Torg, nedanför Garpedansberget, är ett av Skandinaviens få trekantiga torg. Några hundra meter väster om Gamlebys gamla bykärna ligger Gamleby köpcentrum, invigt 1972. Exempel på affärer i Gamleby Köpcentrum är ICA, elaffär, klädaffär, pizzeria, apotek, kiosk, Systembolaget och restaurang. Bank och bankomat finns också. I samhällets södra utkant ligger Hammarsbadet ungefär 25 min gångpromenad från Gamleby köpcentrum som är barnvänligt med bryggor och hopptorn på fem och tio meter, beachvolleyboll, lekpark och en grillplats.
Det finns även en minigolfbana, kiosk med gatukök och restaurang.

### Skolor
- Gamleby folkhögskola
  - Fotoskolan Gamleby
  - Gamleby TV-produktion
  - Visskolan (fd. Visskolan i Västervik)
- Gamlebygymnasiet (tidigare Valstadskolan)
- Gymnasiesärskolan Hammargymnasiet
- Gamlebyvikens friskola
- Åbyängskolan
- Östra Ringskolan

### Befolkningsutveckling
| Befolkningsutvecklingen i Gamleby 1960–2020 | Befolkningsutvecklingen i Gamleby 1960–2020 | Befolkningsutvecklingen i Gamleby 1960–2020 | Befolkningsutvecklingen i Gamleby 1960–2020 | Befolkningsutvecklingen i Gamleby 1960–2020 |
| ------------------------------------------- | ------------------------------------------- | ------------------------------------------- | ------------------------------------------- | ------------------------------------------- |
|                                             |                                             |                                             |                                             |                                             |
| År                                          |                                             |                                             | Folkmängd                                   | Areal (ha)                                  |
| 1960                                        | 1960                                        |                                             | 2 418                                       |                                             |
| 1965                                        | 1965                                        |                                             | 3 083                                       |                                             |
| 1970                                        | 1970                                        |                                             | 3 521                                       |                                             |
| 1975                                        | 1975                                        |                                             | 3 666                                       |                                             |
| 1980                                        | 1980                                        |                                             | 3 515                                       |                                             |
| 1990                                        | 1990                                        |                                             | 3 210                                       | 321                                         |
| 1995                                        | 1995                                        |                                             | 3 167                                       | 322                                         |
| 2000                                        | 2000                                        |                                             | 2 976                                       | 322                                         |
| 2005                                        | 2005                                        |                                             | 2 805                                       | 322                                         |
| 2010                                        | 2010                                        |                                             | 2 775                                       | 318                                         |
| 2015                                        | 2015                                        |                                             | 2 758                                       | 357                                         |
| 2020                                        | 2020                                        |                                             | 2 826                                       | 360                                         |
|                                             |                                             |                                             |                                             |                                             |

## Kända personer från Gamleby
- Inger Andersson (1950- ), generaldirektör Livsmedelsverket
- Elsa Härenstam (1907-1999), lärare
- Daniel Hallingström (1981-), fotbollsspelare och tränare
- Agne Hansson (1938-)lärare och centerpolitiker
- Conny Torstensson (1949-), fotbollsspelare
- Jan A. Johansson (1951-), tidningsman
- Jan Hermfelt (1951-), skådespelare
- Stefan "Xet" Erixon (1977-), bandyspelare
- Hedvig Aurelius (1843-1902), författare
- Axel Björkman (1869-1957), brokonstruktör
- Axel Bökelund (1859-1941), landskamrerare och politiker
- Magda Holm (1898-1982), skådespelare och seglare
- Tore Holm (1896-1977), båtkonstruktör, seglare och olympisk guldmedaljör
- Alf Larson (1852-1924), kemiingenjör och disponent
- Evert "Västervik" Nilsson (1894-1973), svensk friidrottare

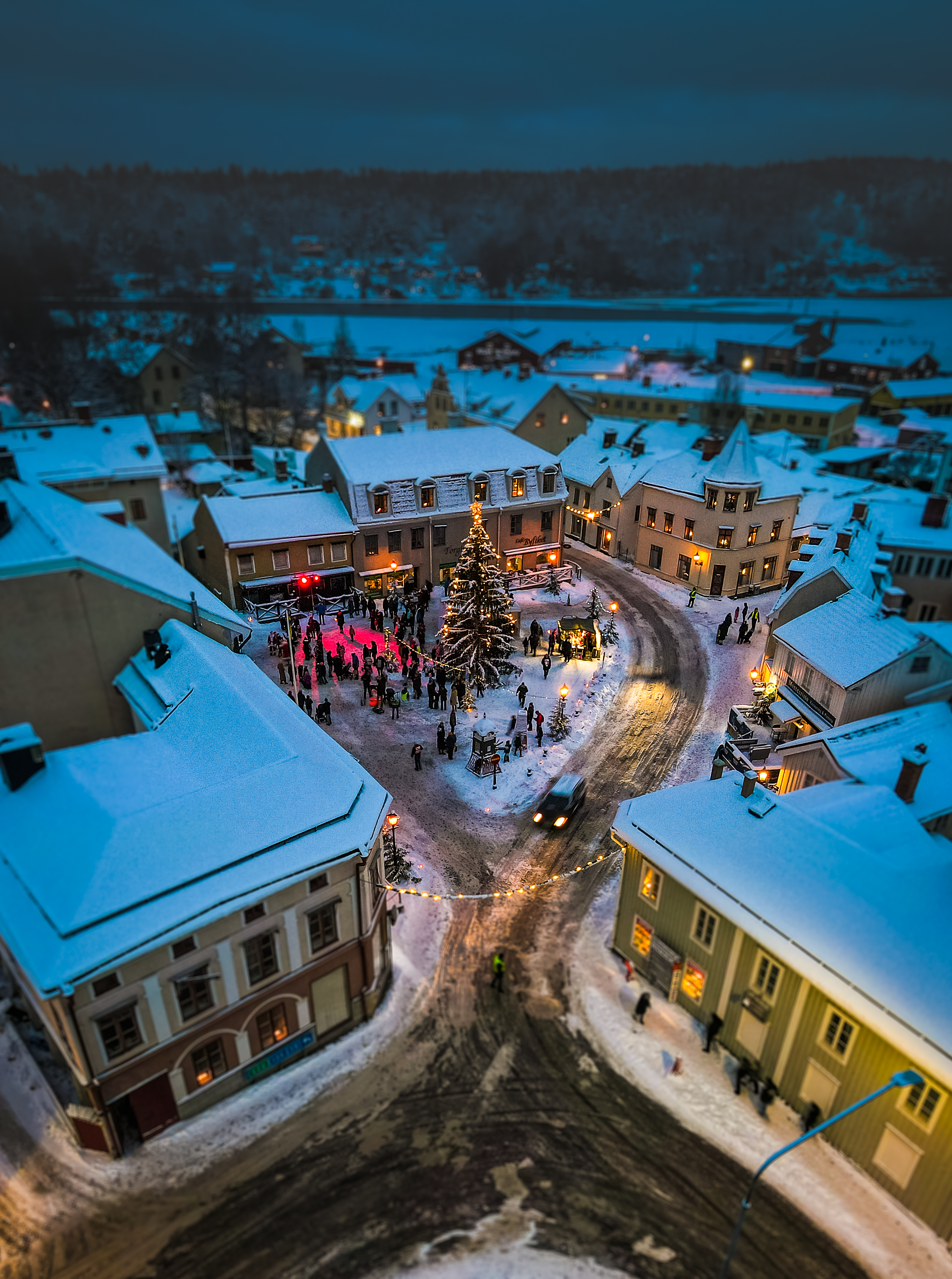
Gamleby torg, december 2021

- Gamleby torg, december 2021Yngve Norrvi (1908-1999), flygjournalist och författare
- Martin Sandorf (1880-1952), direktör och riksdagspolitiker (högern)
- Hans Stahle (1923-1989), företagsledare
- Gunnar Torstensson (1895-1997), agronom och professor

## Bildgalleri

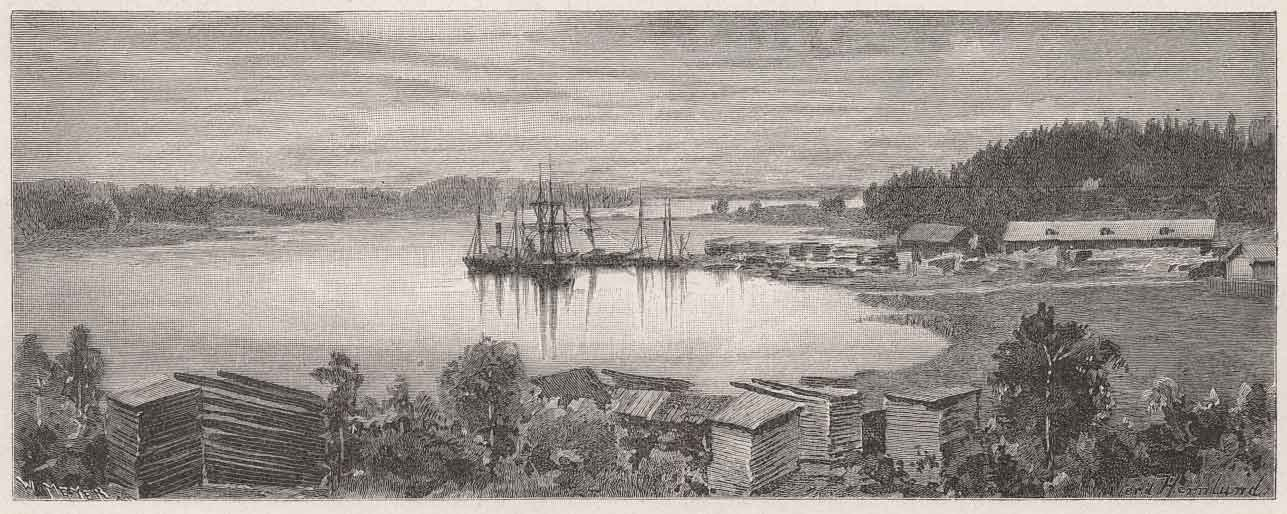
Gamlebyviken på xylografi 1888 av Meyer efter en tavla av Carl Ferdinand Hernlund.
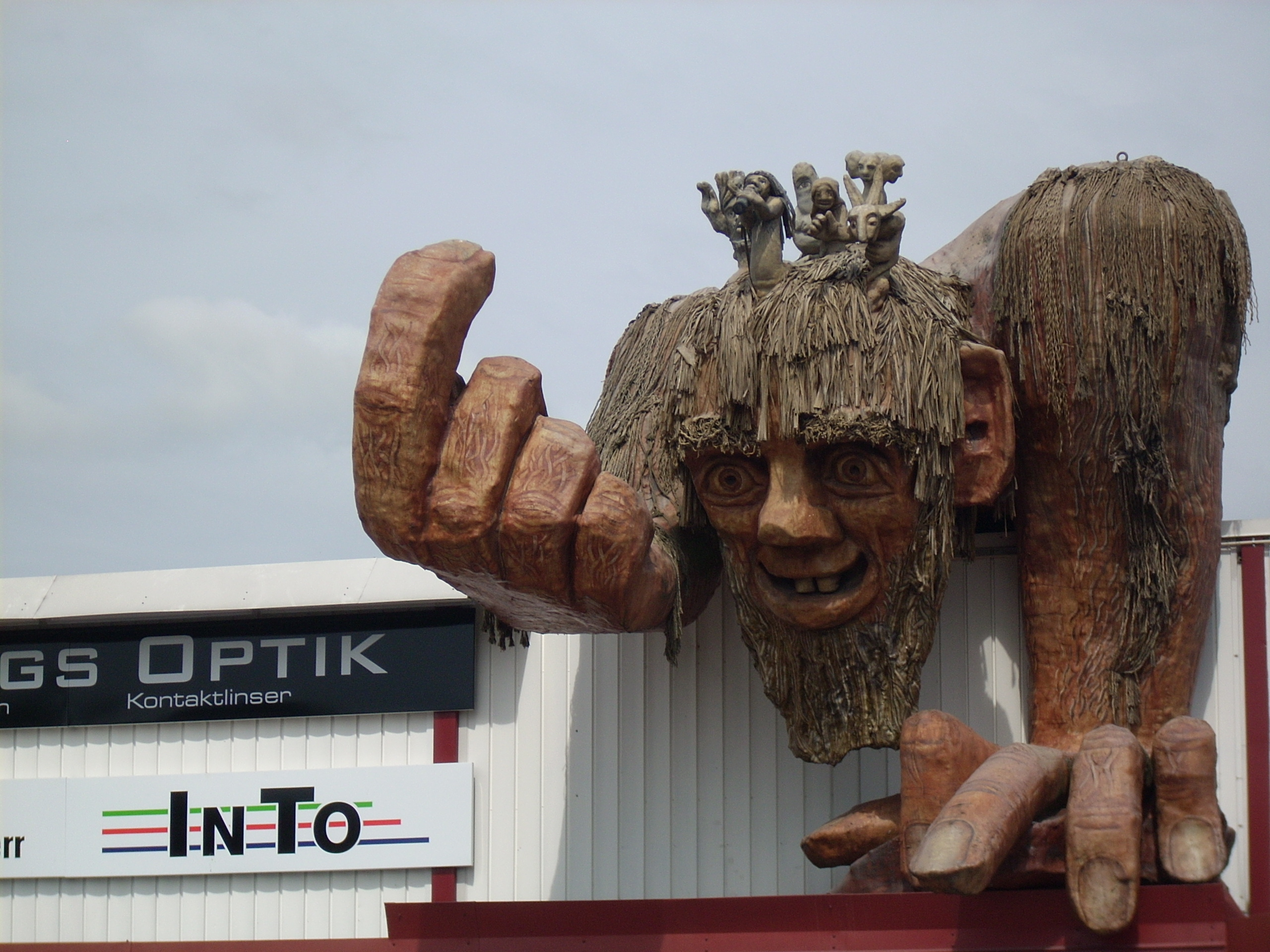
Trollet ovanför ingången till Gamleby centrum.
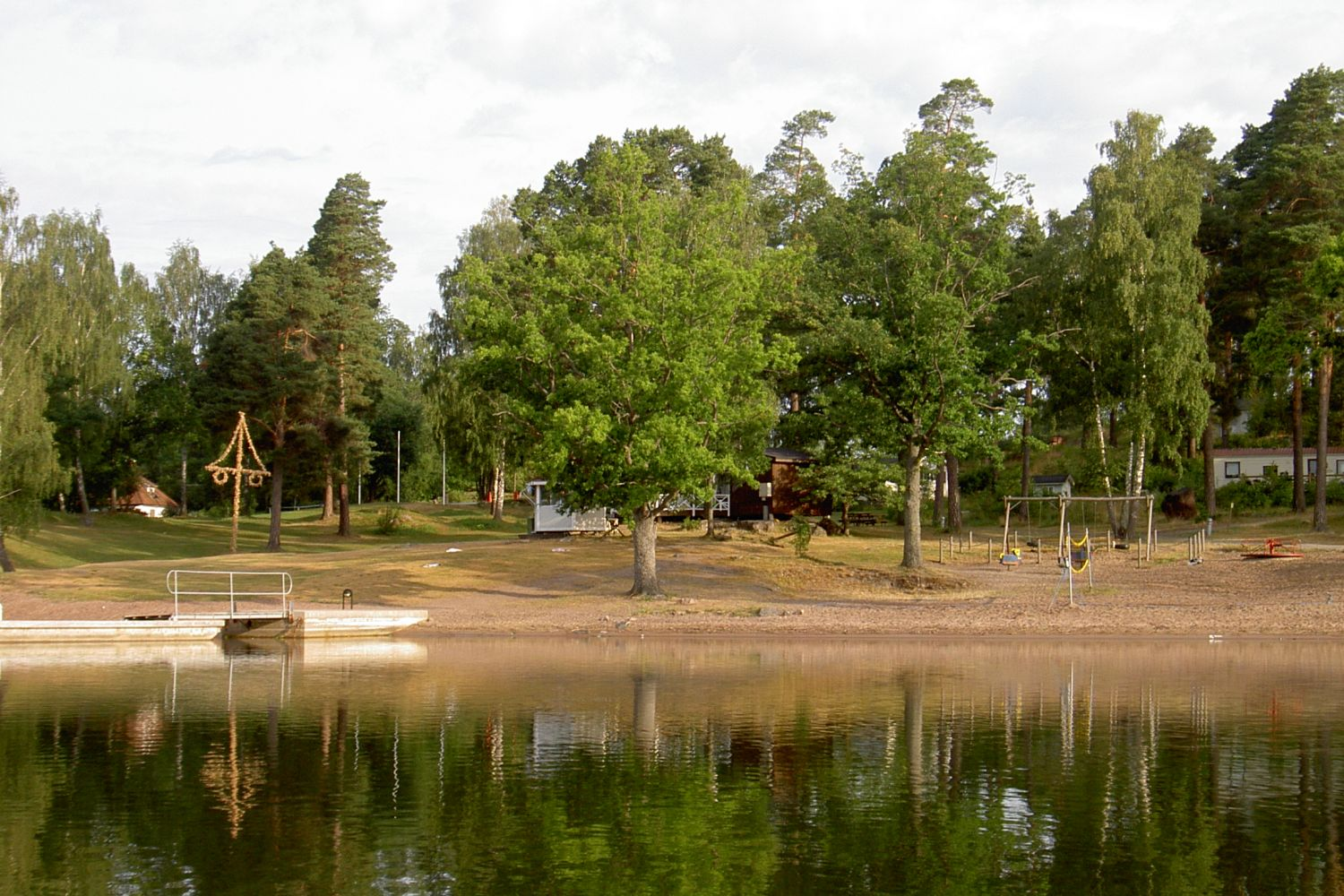
Hammarsbadet med vy från Gamlebyviken